# Klingelpütz

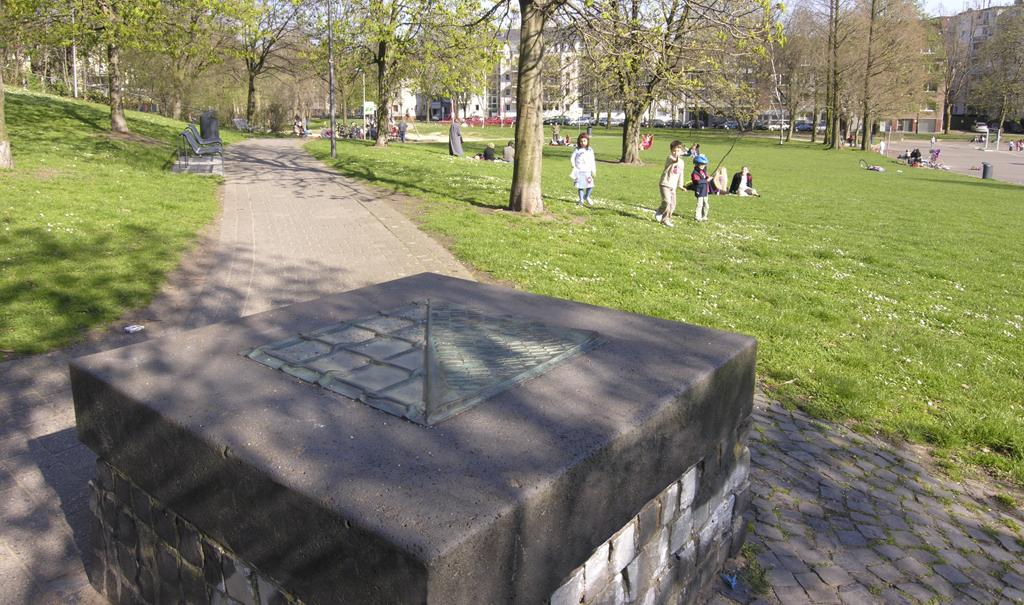
Gedenkstein im Klingelpützpark für die während der NS-Zeit im alten Gefängnis Klingelpütz Hingerichteten

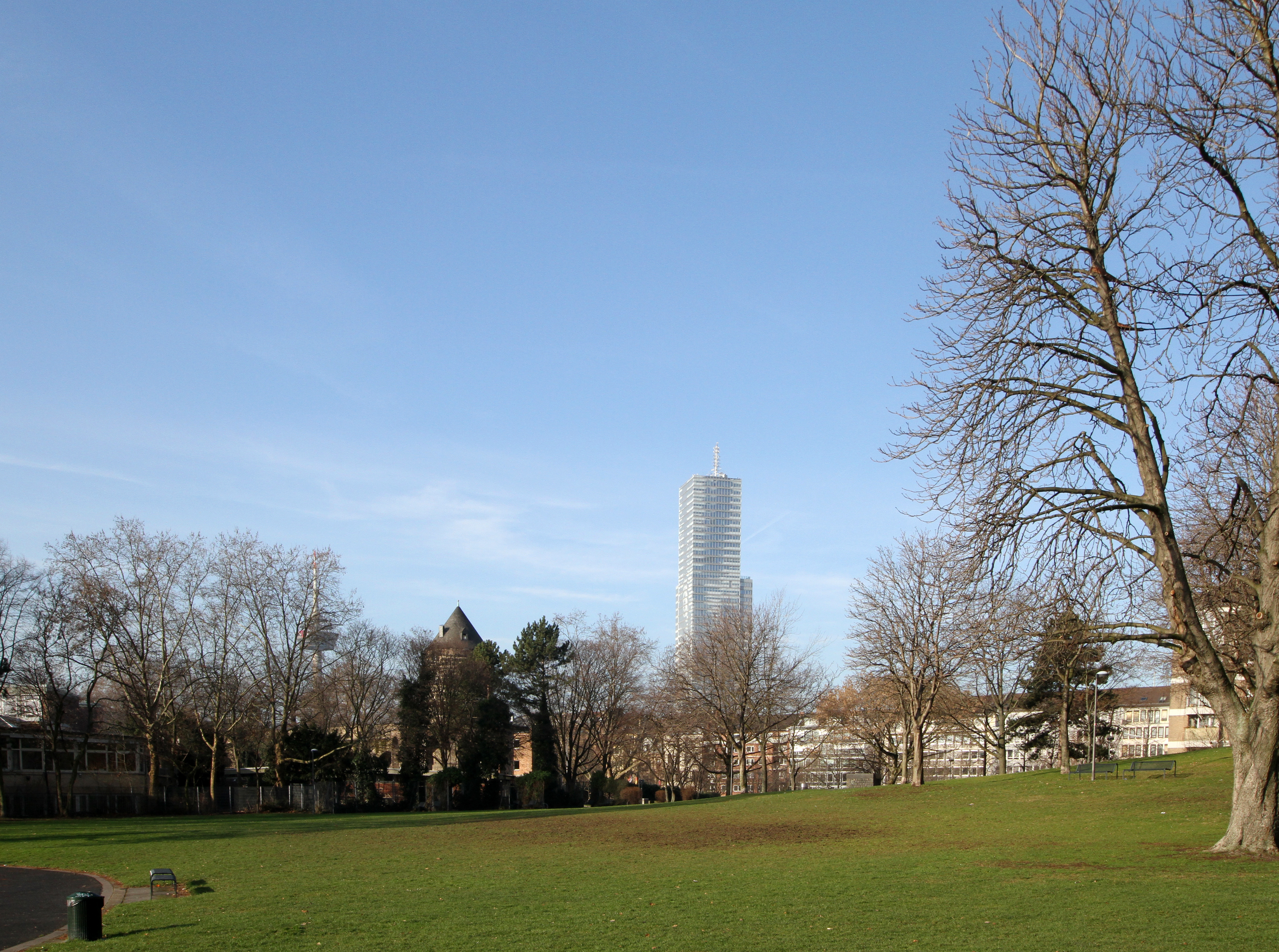
Das ehemalige Gefängnisareal heute. Im Hintergrund der Kölnturm im Mediapark (Neustadt-Nord)

Der Klingelpütz war ein Gefängnis in der Kölner Altstadt-Nord zwischen Gereonswall und Vogteistraße in der Nähe des Hansarings. Im Kölner Volksmund wird die dortige Straße – Standort des vom Königreich Preußen in den 1830er Jahren gebauten alten Gefängnisses – meist als Synonym für die ca. 6 km entfernte JVA Köln an der Rochusstraße im Stadtteil Ossendorf verwendet.
Nach Fertigstellung der JVA Ossendorf wurde 1969 das über 130 Jahre alte Gefängnis am Klingelpütz abgerissen; auf seinem ehemaligen Areal befindet sich heute der Klingelpützpark.

## Entstehungsgeschichte und Name
Eigentümer des Areals war im 13. Jahrhundert die Familie Clingelmann, auf deren Grundstücksfläche sich mehrere Brunnen befanden. Brunnen heißt auf Kölsch Pütz (von lateinisch puteus oder französisch puits „Brunnen“, „Schacht“), siehe auch niederdeutsch/ruhrdeutsch Pütt. Im Jahre 1263 erwähnten die Schreinsbücher hier ein Clingilmanshus, ab 1280 hieß seine latinisierte Form inter herdium Clingilmanni, 1349 apud Clingilmansputze, 1369 luxia Clingilmans pucum, 1451 Klyngelputze. In der Kölner Umgangssprache war von „dä Klingelmannspöötz“ die Rede, später zu Klingelpütz umgeformt und offiziell als Straßenname eingeführt. Der offizielle Straßenname ist seit 1263 urkundlich belegt.

## Vorherige Bebauung
Im Jahre 1426 wurde hier das von großen Gärten umgebene Augustiner-Kloster Herrenleichnam begründet, bereits zuvor befand sich an gleicher Stelle eine Wallfahrtsstätte, deren Gebäude und Kapelle weiterverwandt und in der Folge umgebaut und erweitert wurden.
Der Konvent hatte das Grundstück 1426 erworben und 1454 weitere Flächen für eine bauliche Erweiterung hinzugekauft. Insgesamt 7 Tiefbrunnen versorgten das Kloster und die Nachbarbevölkerung mit Frischwasser. Unter französischer Besatzung diente die Klosteranlage ab 1793 als Krankenhaus kriegsgefangener französischer Truppen und wurde 1805 abgerissen. Erwerber des nunmehr freien Grundstücks war der Gärtner Matthias Bilstein.

## Errichtung des Gefängnisses

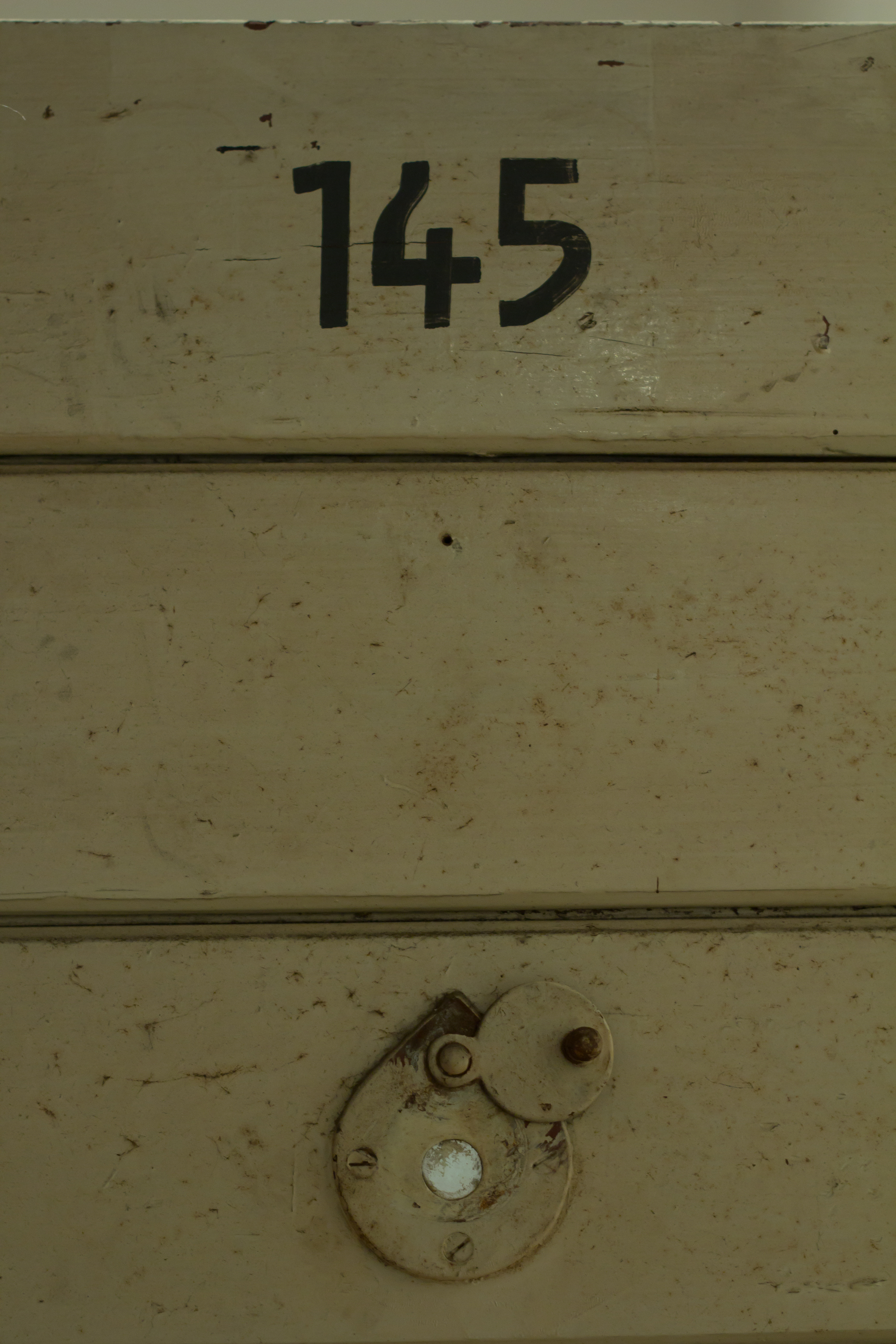
Detail einer Zellentür im Klingelpütz, Depotbestand des Kölnischen Stadtmuseums

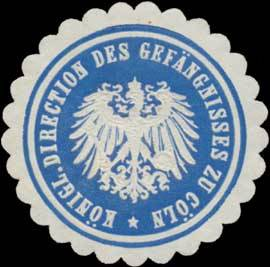
Siegelmarke Königl. Direction des Gefängnisses zu Cöln

Am 28. Juni 1833 wurde das Grundstück Klingelpütz 21 mit einer Fläche von 26.267 m² durch Kaufvertrag mit der Stadt Köln Eigentum des Königreichs Preußen. Nach einem Entwurf des Kölner Regierungsbaumeisters Matthias Biercher entstand ab 29. Mai 1835 der erste Gefängnisneubau in der preußischen Rheinprovinz. Das Übergabeprotokoll des „Arrest- und Correctionshauses am Klingelpütz zu Cöln“ datiert vom 15. Oktober 1838. Der dreigeschossige Ziegelsteinbau für 300 „Zwangs-Arbeitsstraffällige“ und 500 „Correktionäre“ (Gefangene) hatte einen voll ausgebauten Keller und zwei Gefängnismauern. Die Innenmauer hatte eine Höhe von 5,02 Metern, die äußere war 6,28 m hoch. Das Mittelgebäude war in Form eines Oktogons gestaltet. Bereits 1841 war das Gefängnis zu klein, so dass im Bayenturm und in der Severinstorburg Notgefängnisse eingerichtet werden mussten. Ab März 1843 erfolgte die Erweiterung um den Südflügel, auch Isolierhaftflügel genannt, mit Einzelzellen für 180 Personen, die 1845 vollendet war.
Berühmter Insasse war 1874 Kardinal Paulus Melchers.
Zum Abbüßen von kleineren ordnungspolizeilichen Vergehen wurde zwischen 1861 und um 1890 ein städtisches Depotgebäude südlich des Neumarkts als Munizipal-Gefängnis genutzt, ferner kleinere Haftlocale in anderen Stadtteilen.

## Hinrichtungen und NS-Zeit
Zum Zweck seiner Hinrichtung war der Serienmörder Peter Kürten am Abend und in der Nacht vor seinem Tod im Klingelpütz untergebracht, er wurde hier am 2. Juli 1931 hingerichtet, weil das Düsseldorfer Gefängnis über keinen von außen nicht einsehbaren Hof verfügte. Eine vergleichbare Praxis wurde während der NS-Diktatur fortgesetzt, denn das Gefängnis erfüllte die Funktion als zentrale Hinrichtungsstätte für die Sondergerichte des Rheinlandes. Im Gefängnis Klingelpütz fanden auch Hinrichtungen für die vom Volksgerichtshof und Reichsgericht zum Tode Verurteilten statt und es wird geschätzt, dass dort über 1.000 Menschen mit dem Fallbeil oder in Einzelfällen mit dem Handbeil hingerichtet wurden. Auf diese Weise fand am 30. November 1933 die öffentliche Hinrichtung von sechs jungen Rotfrontkämpfern statt. Den Verurteilten war vorgeworfen worden, zwei Mitglieder der SA ermordet zu haben.
Einer der Flügel der in der NS-Zeit stark überbelegten Haftanstalt war ab dem Jahr 1944 für die Nutzung durch die Gestapo reserviert. Im gleichen Jahr kam es durch einen Bombentreffer zur Verschlimmerung der ohnehin beengten Haftbedingungen. Alleine im Jahre 1944 waren hier über 10.000 Gefangene untergebracht.
Am 15. Januar 1945 kam der Befehl, 330 Häftlinge aus dem Klingelpütz ins KZ Buchenwald zu transportieren. Am 30. Oktober 1945 wurden 80 Leichen von politischen Gefangenen im Gefängnishof ausgegraben. Sie waren erschlagen oder erdrosselt worden, als sie am 15. Januar 1945 in das KZ Buchenwald abtransportiert werden sollten.

## Nach dem Zweiten Weltkrieg
Auf der Gefängnisfläche standen ursprünglich sieben Brunnen, von denen der letzte im Jahre 1951 verfüllt wurde. Zwischen 1960 und 1969 flohen aus dem veralteten Klingelpütz 27 Häftlinge.
1965 deckte ein Journalist nach Recherchen auf, dass Vollzugsbediensteten zahlreiche körperliche Übergriffe auf Gefangene begangen hatten („Klingelpütz-Affäre“). Die Dienst- und Fachaufsicht wurde daraufhin verstärkt, indem spezielle Justizvollzugsämter (in Köln und Hamm) als Mittelbehörden geplant und zu Beginn der 1970er Jahre in Betrieb genommen wurden.
Am 4. Juni 1969 wurde der alte Klingelpütz gesprengt; die neue JVA Ossendorf war damals schon in Betrieb.

## Neues Gefängnis

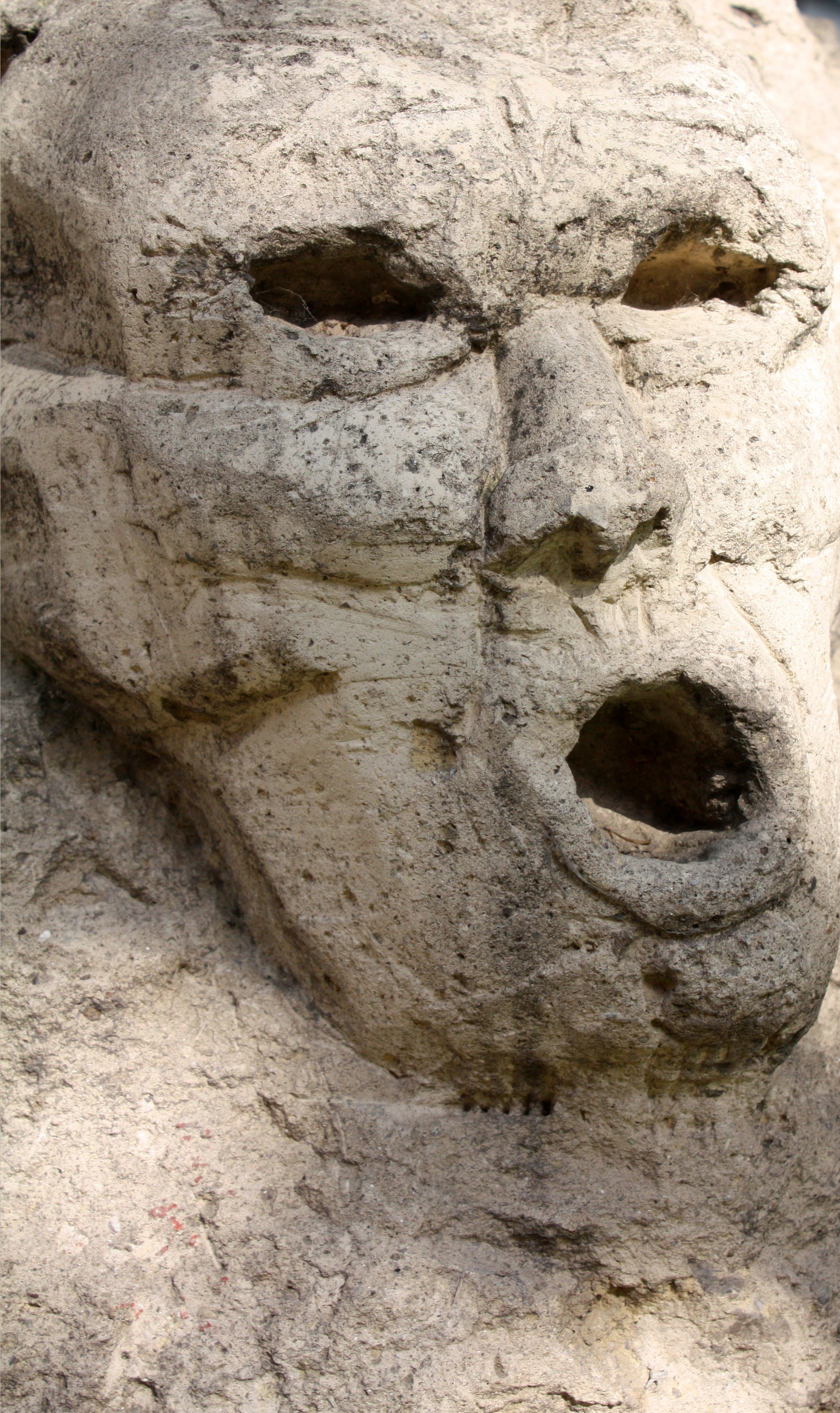
„Der Stein des Anstoßes“. Denk–Mal von drinnen nach draußen, Bildhauerprojekt des Maßstab e. V. (Sommer 2000 im Kölner Gefängnis, Olaf B.)

Die Grundsteinlegung für das neue Gefängnis in Köln-Ossendorf war am 3. November 1961. Die Verlegung der Gefangenen nach Ossendorf begann mit einem Teilbezug im November 1968, der Rest folgte nach Fertigstellung im Mai 1969. Das neue Gefängnis weist 863 Haftplätze für Männer und 271 Zellenplätze für Frauen auf. Bekannte Insassen waren hier die Terroristen Ulrike Meinhof und Andreas Baader, Spion Günter Guillaume oder Bankier Iwan David Herstatt. Obwohl dieses neue Gefängnis offiziell „JVA Köln“ heißt, hat sich der Name Klingelpütz hierfür erhalten.

## Bebauung des ehemaligen Geländes
Auf dem heutigen Klingelpützpark befinden sich ein Jugendzentrum sowie ein Spielplatz. Zur Erinnerung an das Gefängnis Klingelpütz als nationalsozialistische Hinrichtungsstätte befindet sich dort ein von Hans Karl Burgeff gestalteter Gedenkstein, der am 1. September 1979 zum 40. Jahrestag des Kriegsbeginns 1939 der Öffentlichkeit übergeben wurde. Er trägt die Inschrift „Hier wurden von 1933–1945 über tausend von der nationalsozialistischen Willkürjustiz unschuldig zum Tod Verurteilte hingerichtet.“